# Diocesi di Gran Varadino dei Latini
La diocesi di Gran Varadino dei Latini (in latino Dioecesis Magnovaradinensis Latinorum) è una sede della Chiesa cattolica in Romania suffraganea dell'arcidiocesi di Bucarest. Nel 2023 contava 72.385 battezzati su 708.035 abitanti. È retta dal vescovo László Böcskei.

## Territorio
La diocesi si trova nella parte nord-occidentale della Romania e comprende il distretto di Bihor (eccetto una località), i 2/3 del distretto di Sălaj, e porzioni minori dei distretti di Arad, Satu Mare e Mureș. Quasi il 90% della popolazione cattolica è di lingua ungherese.
Sede vescovile è la città di Oradea (in italiano Gran Varadino, in ungherese Nagyvárad, in tedesco Grosswardain), dove si trova la cattedrale della Dormizione di Maria Vergine (Adormirea Maicii Domnului).
Il territorio è suddiviso in 61 parrocchie.

## Storia
La diocesi di Bihar fu eretta nel 1009, fondata da san Ladislao. Originariamente era suffraganea dell'arcidiocesi di Kalocsa.
A causa della distruzione di Bihar ad opera dei Cumani, nel 1077 la sede fu trasferita a Gran Varadino. Con la riforma protestante del XVI secolo la diocesi fu soppressa ed i suoi beni incamerati. Solo nel 1692 l'antica sede fu ristabilita e nel secolo successivo fu costruita l'attuale cattedrale.
Dopo la Prima guerra mondiale la diocesi si trovò divisa fra Ungheria e Romania, dove rimaneva la sede vescovile. La porzione ungherese del territorio diocesano fu eretta in amministrazione apostolica, poi affidata ai vescovi di Csanád e definitivamente incorporata nella diocesi ungherese.
Il 5 giugno 1930, in seguito al concordato tra Santa Sede e governo rumeno, con la bolla Solemni Conventione di papa Pio XI, la diocesi fu unita aeque principaliter a quella di Satu Mare e contestualmente divenne suffraganea dell'arcidiocesi di Bucarest. Il 28 giugno 1941 le due diocesi furono nuovamente separate con la bolla Dioecesium circumscriptionum di papa Pio XII, per essere ancora unite aeque principaliter il 9 aprile 1948.
Il 18 ottobre 1982 in forza della bolla Quandoquidem di papa Giovanni Paolo II le due diocesi sono state nuovamente divise in due circoscrizioni ecclesiastiche distinte.

## Cronotassi dei vescovi
Si omettono i periodi di sede vacante non superiori ai 2 anni o non storicamente accertati.
- Sixtus † (1103 - 1113)
- Walther † (1124 - 1142)
- Mathias Estorad † (1143 - 1150)
- Michael † (1156 - ?)
- Miklós † (1163 - 1181 nominato arcivescovo di Esztergom)
- Johannes I † (1181 - 1187)
- Vata † (1188 - 1189)
- Elvinus † (1189 - 1202 deceduto)
- Simon † (1202 - 1218)
- Alexander † (1219 - 1230)
- Benedikt I † (1232 - 11 luglio 1243 nominato vescovo di Győr)
- Vincent † (1244 - 1258)
- Zosimus † (1259 - 1265)
- Lodomericus (Ladomér) † (1268 - 1º giugno 1279 nominato arcivescovo di Esztergom)
- Thomas de Somos † (18 luglio 1282 - 1282)
- Bartholomäus † (1284 - 1285)
- Benedikt II † (1291 - 1296)
- Emmerich I † (1297 - 1317)
- Johannes von Ivánka † (1318 - 1329)
- Andreas Briccii de Báthor † (1329 - circa 1345 deceduto)
- Demeter Dionyii de Futak † (15 luglio 1345 - 1372 deceduto)
- Dominik Bebek † (23 febbraio 1373 - 1374 deceduto)
- Imre Zudar † (18 dicembre 1374 - 2 ottobre 1377 nominato vescovo di Eger)
- László de Deménd † (2 ottobre 1377 - 1382)
- Johannes III † (1382 - 1395 deceduto)
- Pál † (24 gennaio 1396 - ? deceduto)
- Lukas de Órév (o de Szántó) † (22 marzo 1397 - 1406)
- Eberhard de Alben † (aprile 1406 - 11 agosto 1410 nominato vescovo di Zagabria)
- Andrea Scolari † (11 agosto 1410 - 1426 deceduto)
- Giovanni Milanesi † (22 aprile 1426 - ?)
- Dionysius Jackh de Kusaly † (23 luglio 1427 - 1435 deceduto)
- Johannes de Curzola, O.F.M. † (27 luglio 1435 - 1440 deceduto)
- Giovanni de Dominis † (2 dicembre 1440 - 10 novembre 1444 deceduto)
- Johann Vitez (János Vitéz de Zredna) † (4 giugno 1445 - 11 maggio 1465 nominato arcivescovo di Esztergom)
- Johann Beckenschlager † (16 maggio 1465 - 13 giugno 1467 nominato vescovo di Eger)
- Nikolaus Stolcz de Slantz † (8 agosto 1470 - ?)
- Johannes Filipecz de Prosznicz † (23 maggio 1477 - 1490 dimesso)
- Valentin Vlk † (3 settembre 1492 - 1495 deceduto)
- Dominic Kálmáncsehi † (16 ottobre 1495 - 14 febbraio 1502 nominato vescovo di Transilvania)
- György Szatmári † (14 febbraio 1502 - 19 dicembre 1505 nominato vescovo di Pécs)
- Zsigmond Thurzó † (19 dicembre 1505 - 12 settembre 1512 deceduto)
- Ferenc Perényi † (30 aprile 1515 - 29 agosto 1526 deceduto)
- Ladislaus von Mazedonien † (1527 - 1534 deceduto)
- Giorgio Martinuzzi, O.S.P.P.E. † (30 maggio 1539 - 17 dicembre 1551 deceduto)[2]
- Matthias Zabergyei † (3 agosto 1554 - 1556 deceduto)
- Ferenc Forgách de Ghymes † (17 luglio 1560 - 1566)
- István Radeczy de Zemche † (1568 - 15 maggio 1573 nominato vescovo di Eger)
- Gergely Bornemisza † (3 giugno 1573 - 1584 deceduto)
- Márton Pethe de Hetes † (16 gennaio 1589 - 15 dicembre 1600 nominato arcivescovo di Kalocsa)
- Miklós Mikáczy † (15 dicembre 1600 - 1613 deceduto)
- Ján Telegdy † (1613 - marzo 1619 nominato vescovo di Nitra)
- Johannes Pyber de Gyerkény † (1619 - 7 aprile 1631 nominato vescovo di Eger)
- Imre Lósy † (22 aprile 1630 - 1633 nominato vescovo di Eger)
- László Hosszutóthy † (19 dicembre 1639 - 3 aprile 1646 nominato vescovo di Vác)
- Benedek Kisdy † (12 aprile 1646 - 2 febbraio 1648 nominato vescovo di Eger)
- Zsigmond Zongor de Szent-Tamás † (19 luglio 1649 - 5 novembre 1657 deceduto[3])
- János Pálfalvy † (1659 - 23 aprile 1663 deceduto) (non confermato)
  - György Bársony de Lovas-Berény † (22 aprile 1665 - 18 gennaio 1678 deceduto)[4]
- Joachim Luzinszky † (9 maggio 1678 - 6 febbraio 1681 deceduto)
- August Benkovich, O.S.P.P.E. † (25 maggio 1682 - 27 ottobre 1702 deceduto)
- Imre Csáky † (25 giugno 1703 - 28 agosto 1732 deceduto)
- János Okolicsányi de Okolicsna † (17 gennaio 1735 - 20 novembre 1736 deceduto)
- Miklós Csáky de Keres-Szeg † (16 dicembre 1737 - 4 settembre 1747 nominato arcivescovo di Kalocsa)
- Pál Forgách † (2 ottobre 1747 - 26 settembre 1757 nominato vescovo di Vác)
- Adam Patačić † (28 gennaio 1760 - 16 settembre 1776 nominato arcivescovo di Kalocsa)
- Ladislaus von Kollonitsch † (25 giugno 1781 - 10 marzo 1788 nominato arcivescovo di Kalocsa)
- Franz Kalatay † (10 marzo 1788 - 27 marzo 1795 deceduto)
  - Sede vacante (1795-1800)
- Nikolaus Kondé de Pókatelek † (22 dicembre 1800 - 18 dicembre 1802 deceduto)
- Ferenc Miklósy † (20 giugno 1803 - 22 giugno 1811 deceduto)
- József Vurum † (19 aprile 1822 - 17 settembre 1827 nominato vescovo di Nitra)
- František Lajčák, O.F.M.Cap. † (17 settembre 1827 - 26 luglio 1842 dimesso)[5]
- László Bémer de Bezdéd et Kis-Báka † (3 aprile 1843 - 1850 dimesso)[6]
- Ferenc Szaniszló de Torda † (17 febbraio 1851 - 4 gennaio 1869 dimesso)[7]
- Štefan Lipovniczky † (20 aprile 1869 - 12 agosto 1885 deceduto)
- Arnold Ipolyi-Stummer † (7 giugno 1886 - 2 dicembre 1886 deceduto)
- Lőrinc Schlauch † (26 maggio 1887 - 10 luglio 1902 deceduto)
- Pavol Szmrecsányi † (25 giugno 1903 - 9 agosto 1908 deceduto)
- Miklós Széchenyi de Salvar-Felsovidék † (20 aprile 1911  - 1º dicembre 1923 deceduto)
  - Sede vacante (1923-1930)
  - Sede unita a Satu Mare (1930-1941)
  - Beato Iuliu Hossu † (29 agosto 1941 - 1947 dimesso) (amministratore apostolico)
  - Sede unita a Satu Mare (1948-1982)
  - Sede vacante (1982-1990)
- József Tempfli † (14 marzo 1990 - 23 dicembre 2008 ritirato)
- László Böcskei, dal 23 dicembre 2008

## Statistiche
La diocesi nel 2023 su una popolazione di 708.035 persone contava 72.385 battezzati, corrispondenti al 10,2% del totale.
| anno | popolazione | popolazione | popolazione | presbiteri | presbiteri | presbiteri | presbiteri                | diaconi | religiosi | religiosi | parrocchie |
| anno | battezzati  | totale      | %           | numero     | secolari   | regolari   | battezzati per presbitero | diaconi | uomini    | donne     | parrocchie |
| ---- | ----------- | ----------- | ----------- | ---------- | ---------- | ---------- | ------------------------- | ------- | --------- | --------- | ---------- |
| 1984 | 111.285     | 1.015.090   | 11,0        | 73         | 68         | 5          | 1.524                     |         | 6         | 80        | 55         |
| 1999 | 108.682     | 1.014.705   | 10,7        | 73         | 69         | 4          | 1.488                     |         | 4         | 49        | 58         |
| 2000 | 108.297     | 1.014.705   | 10,7        | 74         | 70         | 4          | 1.463                     |         | 4         | 53        | 58         |
| 2001 | 108.012     | 1.014.420   | 10,6        | 75         | 71         | 4          | 1.440                     |         | 4         | 47        | 58         |
| 2002 | 107.609     | 1.014.420   | 10,6        | 78         | 75         | 3          | 1.379                     |         | 4         | 43        | 58         |
| 2003 | 107.211     | 1.014.420   | 10,6        | 66         | 63         | 3          | 1.624                     |         | 7         | 78        | 58         |
| 2004 | 106.827     | 1.014.420   | 10,5        | 68         | 64         | 4          | 1.570                     |         | 8         | 79        | 58         |
| 2013 | 106.020     | 1.011.330   | 10,5        | 68         | 67         | 1          | 1.559                     |         | 1         | 25        | 61         |
| 2016 | 104.558     | 1.005.000   | 10,4        | 64         | 62         | 2          | 1.633                     |         | 3         | 27        | 61         |
| 2019 | 102.870     | 987.900     | 10,4        | 64         | 61         | 3          | 1.607                     |         | 6         | 24        | 62         |
| 2021 | 79.446      | 773.095     | 10,3        | 63         | 57         | 6          | 1.261                     |         | 8         | 24        | 62         |
| 2023 | 72.385      | 708.035     | 10,2        | 59         | 55         | 4          | 1.226                     |         | 6         | 23        | 61         |